# Kentucky Derby 1945
Kentucky Derby 1945 var den sjuttioförsta upplagan av Kentucky Derby. Löpet reds den 9 juni 1945 över 1+1⁄4 miles (2 012 m). Löpet vanns av Hoop Jr. som reds av Eddie Arcaro och tränades av Ivan H. Parke.
Sexton hästar deltog i löpet.

## Resultat
| P  | S  | Häst           | Jockey             | Tränare           | Ägare                        | Tid      |
| -- | -- | -------------- | ------------------ | ----------------- | ---------------------------- | -------- |
| 1  | 2  | Hoop Jr.       | Eddie Arcaro       | Ivan H. Parke     | Fred W. Hooper               | 2:07 0/0 |
| 2  | 7  | Pot O'Luck     | Douglas Dodson     | Ben A. Jones      | Calumet Farm                 |          |
| 3  | 9  | Darby Dieppe   | Melvin Calvert     | Charles Gentry    | Mrs. W. Graham Lewis         |          |
| 4  | 5  | Air Sailor     | Leon Haas          | Alexis G. Wilson  | Theodore D. Buhl             |          |
| 5  | 3  | Jeep           | Arnold Kirkland    | Lydell T. Ruff    | Cornelius Vanderbilt Whitney |          |
| 6  | 10 | Bymeabond      | Fred A. Smith      | William B. Stucki | J. Kel Houssels              |          |
| 7  | 12 | Sea Swallow    | George Woolf       | Joseph H. Stotler | Charles S. Howard            |          |
| 8  | 8  | Fighting Step  | George South       | Charles C. Norman | Murlogg Farm                 |          |
| 9  | 6  | Burning Dream  | Albert Snider      | James W. Smith    | Edward R. Bradley            |          |
| 10 | 1  | Alexis         | Kenneth Scawthorn  | John A. Healey    | Christiana Stable            |          |
| 11 | 4  | Foreign Agent  | Kempton Knott      | George E. Lewis   | Lookout Stock Farm           |          |
| 12 | 11 | Misweet        | Arthur Craig       | Leo O'Donnel      | Arthur Rose                  |          |
| 13 | 13 | Tiger Rebel    | J. Raymond Layton  | John M. Goode     | Brent & Talbot               |          |
| 14 | 15 | Bert G.        | Robert Summers     | C. P. Rose        | Tom L. Graham                |          |
| 15 | 14 | Jacobe         | Herb Lindberg      | Francis J. Scoot  | A. R. Wright                 |          |
| 16 | 16 | Kenilworth Lad | Frederick Weidaman | C. P. Rose        | Tom L. Graham                |          |

Segrande uppfödare: Robert A. Fairbairn (KY)